# Monaster Dajbabe
Monaster Dajbabe – męski klasztor prawosławny w Podgoricy.
Klasztor położony jest na wzgórzu Lubovic, w odległości 4 kilometrów od centrum Podgoricy. Został założony w 1897 jako pustelnia z cerkwią Zaśnięcia Matki Bożej w jaskini w skale, która została następnie powiększona; w jej najbliższym sąsiedztwie wzniesiono dodatkowy budynek sakralny z dwiema wieżami-dzwonnicami. W okresie międzywojennym mnich Symeon (Popović), założyciel klasztoru, wykonał we wnętrzu jaskini zespół fresków.
W 1999 monaster został uszkodzony w czasie bombardowania Serbii i Czarnogóry przez siły NATO. W 2010 przebywał w nim jeden mnich.